# Мікоян Володимир Анастасович
Володимир Анастасович Мікоян (12 червня 1924 , Кисловодськ, Південно-Східна область РРФСР  — 18 вересня 1942 , Сталінградська область ) — радянський військовослужбовець, учасник німецько-радянської війни, другий син радянського державного діяча Анастаса Мікояна.

## Життєпис
Народився 12 червня 1924 року в родині радянського діяча Анастаса Івановича Мікояна та Ашхен Лазарівної Туманян. На момент народження у нього був на два роки старший брат Степан Мікоян. З 1925 року жив у Москві. Навчався в середній школі № 32 імені Лепешинського в Ленінському районі. В 1937 році вступив до кінно-спортивного клубу Осоавіахіма, брав участь наїзником у змаганнях з подолання перешкод.
На початок німецько-радянської війни встиг закінчити 9 класів. 13 серпня 1941 року був призваний до лав РСЧА. Того ж дня був зарахований курсантом до Качинської військової авіашколи. Навчання проходив у місті Красний Кут Саратовської області, куди було перенесено школу у воєнний час. У цей час там навчався його старший брат Степан. Свої перші польоти здійснив на навчально-тренувальному літаку УТ-2 під керівництвом інструктора Федора Семеновича Каюка . 15 лютого 1942 року закінчив прискорений курс навчання на винищувачі І-16, після чого перебував у підпорядкування заступника народного комісара оборони СРСР з авіації генерал-полковника Павла Жигарєва. Військове звання лейтенанта отримав 19 лютого 1942 року.
28 лютого 1942 року був зарахований льотчиком до полку особливого призначення, трохи пізніше був переведений до складу інспекції Управління ВПС РСЧА. Спочатку служив під Москвою під патронажем Василя Сталіна, освоював нові види авіатехніки: Як-1 та «Харрікейн». 27 травня наказом № Н-04221 Народного комісаріату оборони СРСР йому було присвоєно звання старшого лейтенанта. Влітку 1942 року офіцер склав рапорт на ім'я начальника інспекції про переведення в 434-й винищувальний авіаційний полк резерву Головного Командування для участі в бойових діях. 17 серпня 1942 став ад'ютантом ескадрильї. У серпні полк проводив на аеродромі «Люберці» Московської області чергове поповнення особовим складом, а також тренувався на нових видах винищувачів.
На початку вересня 1942 року на транспортних літаках пілоти полку були перекинуті на аеродром Багай-Барановка в Саратовській області для отримання нових літаків — Як-7Б, після чого полк вирушив на Донський фронт. Там Мікоян продовжив свої заняття, літаючи неподалік аеродрому і здійснюючи таким чином його повітряне прикриття. 18 вересня 1942 року Володимир Мікоян у своїй першій серйозній повітряній сутичці в період Сталінградської битви загинув у районі станції Котлубань. За зразкове виконання бойових завдань командування 17 жовтня 1942 року посмертно нагороджений орденом Червоного Прапора.

### Обставини загибелі
Старший брат Володимира Анастасовича, Степан, який служив із ним разом, у своєму інтерв'ю Артему Драбкіну розповів про обставини його загибелі. За його свідченням, на той момент вони обидва були набагато молодші за інших льотчиків полку і бойового досвіду в них було набагато менше. Недолік досвіду посилювався хронічними проблемами техніки, що мала технічні вади. Незадовго до цього вони отримали Як-7б, облітали їх, відстріляли в повітрі зброю і перелетіли 9 вересня 1942 року на аеродром «Радгосп Сталінградський», що розташовувався за 70 кілометрів на північ від Сталінграда. Спочатку брати проводили тренувальні польоти в районі аеродрому, а 17 вересня стало відомо, що наступного дня мав початися наступ радянських військ у районі станції Котлубань. Завданням льотчиків була організація повітряного прикриття військ. У першому бойовому вильоті 18 вересня Володимир не зміг взяти участь через технічну несправність його літака, а Степан, який був у цьому вильоті відомим командира полку майора Івана Клещова, під час повітряного бою зіткнувся з відмовою обох кулеметів свого винищувача. За першим вильотом відразу ж пішов другий. Літаки змогли лише дозаправитися. Обидва вильоти пройшли без втрат, але Степан, який вперше побував у серйозному зіткненні, був досить сильно схвильований. Клещов, оцінивши обстановку, вирішив не брати в третій виліт старшого Мікояна, взяти замість нього Володимира, який досі залишався на землі, але рвався в бій, і передати машину Степана. У цьому вильоті літак Володимира Мікояна атакував ворожий бомбардувальник, проте на виході з атаки вгору був збитий винищувачем Messerschmitt Bf.109. У іншого радянського пілота, який намагався перешкодити цьому, відмовила зброя. Після обстрілу «Мессершмітта» літак Мікояна перекинувся і увійшов до пікірування. Якоїсь миті Як-7Б почав з нього виходити: мабуть, старшого лейтенанта не було вбито, тому він зробив спробу врятуватися, але потім літак знову зірвався у прямовисний пік і врізався в землю.

## Пам'ять
Після закінчення Сталінградської битви місце загибелі Володимира Мікояна знайти не вдалося. На сімейній ділянці Новодівичого цвинтаря на згадку про нього родичами було встановлено кенотаф. Його ім'я увічнено у Залі Військової слави на Мамаєвому кургані, а фотографія експонується в музеї-панорамі «Сталінградська битва».